# Mezinárodní organizace frankofonie

Členové a účastníci frankofonie.

Mezinárodní organizace Frankofonie (francouzsky Organisation internationale de la Francophonie- OIF) nebo zkráceně frankofonie (La Francophonie) je mezinárodní organizace francouzsky mluvících a "spřízněných" států.
Organizace byla založena v roce 1970, zahrnuje 55 členských států (zpravidla bývalé francouzské kolonie) a vlád a 13 pozorovatelských států (včetně Česka a Slovenska). Předpokladem přijetí není stupeň užívání francouzštiny, ale převládající přítomnost francouzské kultury a francouzského jazyka v identitě členského státu, která obvykle vyplývá ze vzájemného působení Francie s ostatními státy v dějinách.